# Philodromus
Philodromus este un gen de păianjeni araneomorfi din familia Philodromidae.

## Descriere

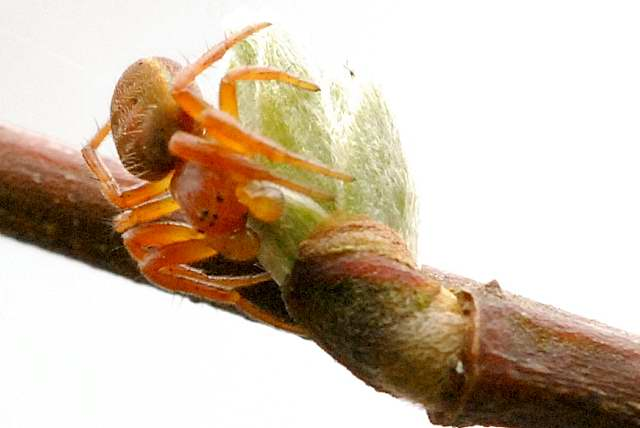
Philodromus rufus

Majoritatea speciilor au corpul aplatizat, opistosoma relativ, scurtă. 

Cele mai multe specii trăiesc pe plante, pe care pot să se deplaseze rapid, corpul lor de plat le permite să se ascundă sub coajă. 
Unele specii sunt foarte bine camuflate, și este extrem de greu să le observi, fără ca ele să se miște. 

## Răspândire
Cele peste 250 de specii descrise sunt distribuite în Holarctic, puține specii ajung în regiunile mai sudice. Unele sunt găsite în anumite zone ale Africii și Australia. Numai o singură specie, Philodromus traviatus, se găsește în nordul Americii de Sud. În Europa Centrală se întâlnesc 16 specii.

## Specii
Lista speciilor conform Catalogue of Life:
- Philodromus afroglaucinus
- Philodromus alascensis
- Philodromus albicans
- Philodromus albidus
- Philodromus albofrenatus
- Philodromus albolimbatus
- Philodromus alboniger
- Philodromus aliensis
- Philodromus anomalus
- Philodromus archettii
- Philodromus arizonensis
- Philodromus aryy
- Philodromus ashae
- Philodromus assamensis
- Philodromus aureolus
- Philodromus auricomus
- Philodromus austerus
- Philodromus barmani
- Philodromus barrowsi
- Philodromus betrabatai
- Philodromus bhagirathai
- Philodromus bicornutus
- Philodromus bigibbosus
- Philodromus bigibbus
- Philodromus bilineatus
- Philodromus bimuricatus
- Philodromus bistigma
- Philodromus blanckei
- Philodromus bonneti
- Philodromus borana
- Philodromus bosmansi
- Philodromus brachycephalus
- Philodromus breviductus
- Philodromus browningi
- Philodromus buchari
- Philodromus buxi
- Philodromus caffer
- Philodromus calidus
- Philodromus californicus
- Philodromus cammarus
- Philodromus caporiaccoi
- Philodromus casseli
- Philodromus catagraphus
- Philodromus cavatus
- Philodromus cayanus
- Philodromus cespitum
- Philodromus chambaensis
- Philodromus chamisis
- Philodromus cinerascens
- Philodromus cinereus
- Philodromus coachellae
- Philodromus collinus
- Philodromus corradii
- Philodromus corticinus
- Philodromus cubanus
- Philodromus cufrae
- Philodromus daoxianen
- Philodromus decoratus
- Philodromus denisi
- Philodromus depriesteri
- Philodromus devhutai
- Philodromus diablae
- Philodromus digitatus
- Philodromus dilatatus
- Philodromus dilutus
- Philodromus dispar
- Philodromus distans
- Philodromus domesticus
- Philodromus droseroides
- Philodromus dubius
- Philodromus durvei
- Philodromus emarginatus
- Philodromus epigynatus
- Philodromus erythrops
- Philodromus exilis
- Philodromus fallax
- Philodromus floridensis
- Philodromus foucauldi
- Philodromus frontosus
- Philodromus fuscolimbatus
- Philodromus fuscomarginatus
- Philodromus ganxiensis
- Philodromus generalii
- Philodromus gertschi
- Philodromus glaucinus
- Philodromus grazianii
- Philodromus grosi
- Philodromus guineensis
- Philodromus gyirongensis
- Philodromus hadzii
- Philodromus harrietae
- Philodromus hierosolymitanus
- Philodromus hierroensis
- Philodromus histrio
- Philodromus hiulcus
- Philodromus hui
- Philodromus humilis
- Philodromus imbecillus
- Philodromus immaculatus
- Philodromus infectus
- Philodromus infuscatus
- Philodromus insperatus
- Philodromus insulanus
- Philodromus jabalpurensis
- Philodromus jimredneri
- Philodromus josemitensis
- Philodromus juvencus
- Philodromus kalliaensis
- Philodromus kendrabatai
- Philodromus ketani
- Philodromus keyserlingi
- Philodromus kianganensis
- Philodromus kraepelini
- Philodromus krausi
- Philodromus lamellipalpis
- Philodromus lanchowensis
- Philodromus lasaensis
- Philodromus laticeps
- Philodromus latrophagus
- Philodromus legae
- Philodromus lepidus
- Philodromus leucomarginatus
- Philodromus lhasana
- Philodromus lividus
- Philodromus longiductus
- Philodromus longipalpis
- Philodromus longitibiacus
- Philodromus lugens
- Philodromus lunatus
- Philodromus luteovirescens
- Philodromus lutulentus
- Philodromus maculatovittatus
- Philodromus maestrii
- Philodromus mainlingensis
- Philodromus maliniae
- Philodromus manikae
- Philodromus margaritatus
- Philodromus marginellus
- Philodromus marmoratus
- Philodromus marusiki
- Philodromus marxi
- Philodromus mediocris
- Philodromus medius
- Philodromus melanostomus
- Philodromus mexicanus
- Philodromus micans
- Philodromus mineri
- Philodromus minutus
- Philodromus mississippianus
- Philodromus mohiniae
- Philodromus molarius
- Philodromus montanus
- Philodromus morsus
- Philodromus multispinus
- Philodromus mysticus
- Philodromus nanjiangensis
- Philodromus nigrostriatipes
- Philodromus niveus
- Philodromus omercooperi
- Philodromus oneida
- Philodromus orarius
- Philodromus orientalis
- Philodromus otjimbumbe
- Philodromus pali
- Philodromus panganii
- Philodromus pardalis
- Philodromus parietalis
- Philodromus partitus
- Philodromus pawani
- Philodromus pelagonus
- Philodromus peninsulanus
- Philodromus pericu
- Philodromus pernix
- Philodromus pesbovis
- Philodromus petrobius
- Philodromus pictus
- Philodromus pinyonelis
- Philodromus placidus
- Philodromus planus
- Philodromus poecilus
- Philodromus populicola
- Philodromus praedatus
- Philodromus praelustris
- Philodromus pratariae
- Philodromus pratarioides
- Philodromus problematicus
- Philodromus probolus
- Philodromus psaronius
- Philodromus pseudanomalus
- Philodromus pseudoexilis
- Philodromus pulchellus
- Philodromus punctatissimus
- Philodromus punctiger
- Philodromus punctisternus
- Philodromus pygmaeus
- Philodromus quercicola
- Philodromus rajani
- Philodromus renarius
- Philodromus rodecki
- Philodromus roseofemoralis
- Philodromus roseus
- Philodromus rubrofrontus
- Philodromus ruficapillus
- Philodromus rufus
- Philodromus sanjeevi
- Philodromus satullus
- Philodromus schicki
- Philodromus separatus
- Philodromus shaochui
- Philodromus shillongensis
- Philodromus signatus
- Philodromus silvestrii
- Philodromus simillimus
- Philodromus simoni
- Philodromus sinaiticus
- Philodromus sitiens
- Philodromus speciosus
- Philodromus spectabilis
- Philodromus spinitarsis
- Philodromus sticticus
- Philodromus subaureolus
- Philodromus tabupumensis
- Philodromus thanatellus
- Philodromus tiwarii
- Philodromus tortus
- Philodromus traviatus
- Philodromus triangulatus
- Philodromus undarum
- Philodromus utotchkini
- Philodromus vagulus
- Philodromus validus
- Philodromus venustus
- Philodromus verityi
- Philodromus victor
- Philodromus vinokurovi
- Philodromus v-notatus
- Philodromus vulgaris
- Philodromus vulpio
- Philodromus wunderlichi
- Philodromus xinjiangensis